# Mario Cáceres
Mario Antonio Cáceres (* 17. März 1981 in Santiago de Chile) ist ein ehemaliger chilenischer Fußballspieler. Der Stürmer gewann mit dem CSD Colo-Colo 3-mal die chilenische Meisterschaft.

## Karriere
Mario Cáceres lernte das Fußballspielen in seiner Heimat Chile beim Deportivo Ñublense, wo er von 1999 bis 2000 unter Vertrag stand und seine ersten Einsätze in der chilenischen Meisterschaft erhielt. 2000 ging er zum portugiesischen Verein Sporting Lissabon, bei dem er nur in einem Spiel auflief und danach nach Chile zurückkehrte. Er ging zu CSD Colo-Colo, bei dem er sechs Jahre unter Vertrag stand, allerdings nur selten eingesetzt wurde. Danach wechselte er 2006 zu Unión Española und bewies dort mit mehreren Toren seine Qualitäten. Im August 2008 kaufte ihn der FC St. Gallen, mit dem er zur Saison 2009/10 in die Super League aufstieg. 2014 beendete der Stürmer seine aktive Karriere. Im Anschluss wurde er Jugendtrainer des CD Cobreloa.

## Erfolge
- Chilenischer Meister: 1998, 2002-C, 2006-C